# Juan Ángel Laguna Edroso
Juan Ángel Laguna Edroso (Zaragoza, 1979) es un escritor español. Sus relatos han sido publicados en revistas, fanzines y e-zines, así como antologías colectivas de relatos de terror. Fue miembro y formó parte de la junta directiva de la Asociación Española de Escritores de Terror, Nocte (2007-2016) y cofundador en 2009 de la editorial Saco de Huesos que publica las antologías temáticas Calabazas en el Trastero.

## Novelas publicadas
- 2011 - Adraga[2] con la editorial Grupo Ajec, ISBN 978-84-15-15618-5.

Género: Fantasía oscura.
Sinopsis: Año mil de la Era Cristiana. Los peores presagios de los más funestos agoreros se hacen realidad. Los cielos se oscurecen, la tierra desgarra sus entrañas y la vanidad de los hombres se resquebraja. Entre ominosos prodigios, el grano empieza a ser separado de la cizaña. Ha llegado la hora del rechinar de dientes, y las hordas del Maligno campan a sus anchas por la tierra de los hombres. Las huestes celestiales apenas consiguen mantener a raya a demonios y condenados, y una terrible contienda estremece el orbe en llamas.
Solo un milagro, o una maldición, pueden evitar que el fin del mundo se complete.
Años después, la Vieja Europa pugna por levantarse de sus cenizas. En torno a los más tenaces líderes renacen feudos, reinos y monasterios, baluartes de esperanza que aguardan la segunda y definitiva llegada del Apocalipsis. Pero ya no están enclavados en la tierra de los hombres. En el mundo, ahora más que nunca un valle de lágrimas, conviven demonios, abominaciones y gentes de bien en un terrible mosaico en el que la justicia se muestra esquiva y cruel. Y entre todos ellos brilla la terrible luz de Adraga, la bandera más temida de las Huestes Negras, los más devotos e implacables servidores del Dios Verdadero. Adaptaciones: Concierto de Adraga, compuesto por Félix Royo.
- 2011 - Lección de miedo con la editorial Studio Online Productions.

Género: Thriller de terror.
Sinopsis: En los institutos españoles no hay animadoras, ni equipo de fútbol americano, ni baile de promoción, ni ninguna otra de estas particularidades que tan acostumbrados estamos a ver en las series y películas americanas, pero eso no hace, ni mucho menos, que sea un mal escenario para lo que se suele denominar una historia de terror de teens, es decir, la típica narración con psicópata o monstruo dedicado a hacer la vida imposible a un grupo de amigos adolescentes. De hecho, o al menos eso pensé, puede ser incluso más entretenido el conjunto con un cambio de escenario a uno más "castizo".
- 2010 - La casa de las sombras[3] con la editorial DH Ediciones, ISBN 978-84-614-3365-0.

Género: Terror (Fosco). Suspense.
Sinopsis: Bienvenido a la casa de las sombras.
Bienvenido al hogar de los monstruos.
Bienvenido a este viaje a lo más hondo de su existencia. Olvídate de las leyes de los hombres, porque estas nada significan para ellos. Olvídate de la mecánica que rige el alma de las personas. Prepárate a visitar el otro lado del espejo.
Los monstruos no existen para nosotros, ni por nosotros. No son nuestros reflejos deformados, aunque su silueta nos resulte familiar.
Por eso, si franqueas el umbral, prepárate para visitar el otro lado, otra dimensión. Sus cuitas y sus anhelos no son los nuestros, pero queremos conocerlos.
- 2005 - El niño que bailaba bajo la luna con la editorial Nuevos soportes gráficos, ISBN 84-934292-0-1.

Género: Terror (Fosco). Infantil.
Sinopsis: Bajo la luna llena, un niño rubio como un querubín, pálido como la reina de la noche, se dispone a perpetrar una de sus travesuras: la visita al vetusto cementerio de la localidad. Así, acompañado por los ruidos y las presencias nocturnas, abrigado por la atmósfera del más clásico terror gótico, se desarrolla este cuento del niño que bailaba bajo la luna y la tormenta, entre los aullidos de los lobos y las lápidas del cementerio, sin saber por qué sentía esa atracción irrefrenable por el astro nocturno.
Idiomas: Español. Francés.
Adaptaciones: Concierto El niño que bailaba bajo la luna, compuesto por Félix Royo.
Particularidades: Ilustrado por Jean Gilbert Capietto. Primer libro de papel sintético; presentado por la Universidad de Zaragoza.
- 2000 - Cain encadenado con la editorial Editorial Premura.

Género: Fantasía (Espada y brujería).
Sinopsis: Bajo una tormenta eterna incapaz de borrar la vergüenza y el dolor inscritos en sangre, los ciudadanos de Kios arrostran su destino.

## Relatos publicados
- 2011 - Las fauces de Zaramorta en Calabazas en el Trastero: Zaragoza Negra, ISBN 978-84-937457-7-6
- 2011 - Demeter en Calabazas en el Trastero: Peste, ISBN 978-84-938076-4-1
- 2010 - Noches con olor a vino rancio en Perversiones, ISBN 978-84-937888-2-7
- 2010 - Deconstruyendo a John Doe en Calabazas en el trastero: Bosques, ISBN 978-84-938076-8-9
- 2010 - Cadena de sueños en Taberna espectral, ISBN 978-84-15104-57-7
- 2010 - Cadena alimenticia en 10 billetes para el fin del mundo, ISBN 978-84-15-15600-0
- 2010 - En mis sueños repiquetean huesos de niños en Sopa de sapos, ISBN 978-84-938301-0-6
- 2009 - Medianoche en Calabazas en el trastero: Tijeras, ISBN 978-84-937457-4-5
- 2009 - Sumergiéndose en la profundidades de una Biblioteca de Virginia en Calabazas en el trastero: Especial Poe, ISBN 84-9374-573-8
- 2009 - Strigoi (relato) en Calabazas en el trastero: Arañas, ISBN 978-84-9886-450-2
- 2009 - Una tumba vacía en Calabazas en el trastero: Arañas, ISBN 84-9886-370-3
- 2009 - El entierro en Monstruos de la razón I, ISBN 978-84-937457-1-4
- 2009 - El espejo de los sueños rotos en Monstruos de la razón I, ISBN 978-84-937457-1-4
- 2009 - Sextrum 3000 en Monstruos de la razón I, ISBN 978-84-937457-1-4
- 2009 - Pergaminos del concilio: Mundofábrica, ISBN 978-84-937457-0-7
- 2008 - El hombre aburrido en 13 Leyendas Urbanas, ISBN 84-935603-7-9

## Premios y menciones
- 2014 - Ganador del Premio Domingo Santos con el relato La oscura majestad de la Dama Cuervo
- 2009 - Finalista de los VII Premios literarios de Constantí 2008 de “Relatos de familia” con el relato Tu eco
- 2009 - Finalista del VI Certamen Internacional de Relato "La lectora impaciente" con el relato Traficantes de recuerdos
- 2009 - Finalista del VII Certamen Internacional de Microcuento Fantástico MiNatura 2009 con el microrrelato Ciclos nocturnos
- 2009 - Finalista del II Concurso Monstruos de la Razón con sus relatos La trastienda de los sueños olvidados (categoría terror), Hijos de Peter Pan (categoría ciencia ficción)

y La ciudad de los gusanos (categoría fantasía.
- 2009 - Autor seleccionado en el VII Concurso de cuentos infantiles XXVIII Jornadas Infantiles de Otxarkoaga (Asociación Txirula Kultur Taldea de Otxarkoaga) con su relato El niño calabaza
- 2009 - Autor seleccionado en el II Premio Algazara con su microrrelato

De bebés, monstruos e inquietudes
- 2009 - Autor seleccionado en el I Premio Algazara con su microrrelato

Equipo de rescate
- 2008 - Ganador del II Concurso Literario Himilce con el relato La bruja de Normandía
- 2008 - Finalista de la 5ª edición del Premio Rejadorada de Novela Breve con su antología Pesadillas de un niño que no duerme
- 2008 - Mención especial en el III Premio Liter de Literatura de Terror con el relato El sueño de Nemo
- 2008 - Finalista del II Concurso de Microrrelatos de Terror y Gore '08 de la Biblioteca Pau Vila de Molins de Rei con el microrrelato Silla, cadenas y algunos espumarajos
- 2008 - Finalista del I Concurso Monstruos de la Razón con sus relatos El entierro (categoría terror), Sextrum 3000 (categoría ciencia ficción) y El espejo de los sueños rotos (categoría fantasía)
- 2008 - Primer finalista y mención de honor en el I Certamen de relatos cortos Castilla y Dragón con el relato Brecha en los evos
- 2008 - Finalista en el I Certamen Literario Sol Mestizo con su relato

Una celda de alas de murciélago
- 2008 - Finalista en el VI Concurso Internacional de Mini Cuento Fantástico MiNatura 2008 con el microrrelato Terrores
- 2008 - Autor seleccionado en el VI Concurso de cuentos infantiles XXVII Jornadas Infantiles de Otxarkoaga (Asociación Txirula Kultur Taldea de Otxarkoaga) con su relato La bruja de Normandía
- 2008 - Finalista del concurso Tierras de Acero VII con su relato La alacena de las ratas
- 2008 - Primera ronda de selección del II concurso La Revelación con su relato La cadena de Ares
- 2008 - Autor seleccionado del II Premio Internacional de Microrrelatos Hipálage con su microrrelato El holandés errante
- 2008 - Autor seleccionado en el concurso Literatura Comprimida 2007 con su microrrelato Paralelismos.
- 2007 - Ganador del I Concurso de cuentos "Gitanos en positivo" (Asociación Literaria Trespeldaños) con su relato Soledad
- 2007 - Finalista del III Concurso de Relatos Científico-Literarios "¿Te atreves...?" con su relato El libro de plástico: ilusión, paranoia y traición en ocho actos
- 2007 - Finalista del I Certamen literario de relato corto Juan de la Cruz Martínez con el relato El árbol del muerto
- 2007 - Autor seleccionado del I Premio Internacional de Microrrelatos Hipálage con su microrrelato Amargo Cáliz
- 2007 - Teatro de huesos relato seleccionado del

V Certamen Internacional de relato breve Aenigma 2007
- 2006 - La Mascarada relato seleccionado del I Certamen de Relatos Ábaco
- 2006 - Finalista en el concurso Karma sensual 2: Historias de pueblo con el relato Se movía, demonios, se movía
- 2006 - Mención especial en el Concurso de relatos Elfenomeno por El que habita bajo las telarañas
- 2006 - Candado herrumbroso votado como relato del año 2005 por los usuarios de la web Ociojoven
- 2005 - Ganador del II Certamen de Relato Joven en la categoría Tácito -histórico- patrocinada por Edhasa con el relato Candado Herrumbroso
- 2005 - Primer finalista del II Certamen de Relato Joven en la categoría Leviatán -terror y suspense- patrocinada por La Factoría de Ideas con el relato El fantasma de Rödika Sprecherin
- 2005 - Hipótesis de un muerto en una metrópolis votado como relato del año 2004 por los usuarios de la web Ociojoven
- 2004 - Selección del relato Un rincón de Zaragoza en el certamen Imágenes de Aragón
- 2002 - Finalista del concurso Psyco-tau (Ediciones Tau) con la novela Lección de Miedo
- 2001 - Selección del relato Lágrimas amargas en el certamen 500 gotas de agua